# Lijst van rijksmonumenten in Munstergeleen
De plaats Munstergeleen telt 8 inschrijvingen in het rijksmonumentenregister. Hieronder een overzicht.
| Object | Oorspronkelijke functie?  | Bouwjaar                                   | Architect | Locatie                  | Coördinaten?                  | Nr.?  | Afbeelding |
| --- | ------------------------- | ------------------------------------------ | --------- | ------------------------ | ----------------------------- | ----- | --- |
| Pater Karel Hoeve: schuur bij de watermolen, thans ingericht als devotiekapel: Pater Karelkapel | Boerderij                 |                                            |           | Pater Karelweg 1         | 50° 58' 34" NB, 5° 51' 25" OL | 16043 | Meer afbeeldingen |
| Molen van Carolus Houben | Industrie- en poldermolen | 1287 / 1797 / 1939 1974 (onttakeld)        |           | Pater Car Houbenstraat 8 | 50° 58' 34" NB, 5° 51' 26" OL | 16044 | Meer afbeeldingen |
| Huis Chorus/Chorushoeve | Boerderij                 | 1623                                       |           | Absbroekstraat 1         | 50° 58' 36" NB, 5° 51' 37" OL | 33759 | Meer afbeeldingen |
| Vakwerkhoeve op U-vormige plattegrond en onder met rode Hollandse pannen gedekte zadeldaken | Boerderij                 | vermoedelijk vroeg 18e eeuw (oorsprong)    |           | Geleenstraat 14          | 50° 58' 33" NB, 5° 51' 31" OL | 33761 | Meer afbeeldingen |
| Molen van Carolus Houben - Voormalige oliemolen (thans houtzaagmolen). Woonhuis van baksteen, de straatgevel met speklagen. Aan de open binnenplaats rest van vakwerk. In het molenhuis nog een groot deel van het oude molenwerk. De gebouwen zijn gewit. | Industrie- en poldermolen | 17e-18e eeuw (woonhuis) 1792 (molenhuis)   |           | Pater Car Houbenstraat 8 | 50° 58' 34" NB, 5° 51' 27" OL | 33763 | Molen van Carolus Houben - Voormalige oliemolen (thans houtzaagmolen). Woonhuis van baksteen, de straatgevel met speklagen. Aan de open binnenplaats rest van vakwerk. In het molenhuis nog een groot deel van het oude molenwerk. De gebouwen zijn gewit. |
| Karelhoeve | Boerderij                 | 18e eeuw                                   |           | Pater Car Houbenstraat 6 | 50° 58' 35" NB, 5° 51' 28" OL | 33764 | Karelhoeve |
| Huize Koekamp | Kasteel, buitenplaats     | 1781-1782                                  |           | Koekamp 1                | 50° 58' 13" NB, 5° 50' 55" OL | 33765 | Meer afbeeldingen |
| Op het kerkhof langs de zuider zijbeuk van de St. Pancratiuskerk bevinden zich een zevental hardstenen grafkruisen afkomstig van het voormalig kerkhof aan de P.C.Houbenstraat                                                                             | Vanwege onderdelen kerk   | 1608, 1625, 1663, 1715, 1763, 1810 en 1835 |           | Kerkstraat bij 3         | 50° 58' 26" NB, 5° 51' 49" OL | 33766 | Upload foto |